# 西蔵所町
西蔵所町（にしくらしょちょう）は、愛知県瀬戸市陶原連区の町名。丁番を持たない単独町名である。

## 地理
- 瀬戸市の中央部に位置する[8]。西から北西にかけて山脇町、北を栄町、東を蔵所町、南を西本町・幸町と隣接している[8]。
- 瀬戸川沿いに発達した地域で、各種の小売店舗や会社事務所が並ぶ[8]。

### 河川
- 瀬戸川[8] ： 町の北端、山脇町・栄町との町境を西流している。

- 瀬戸川（西蔵所町・栄町境）
- 瀬戸川（西蔵所町・山脇町境）

### 学区
市立小・中学校に通う場合、学区は以下の通りとなる。また、公立高等学校普通科に通う場合の学区は以下の通りとなる。
| 番・番地等 | 小学校             | 中学校               | 高等学校 |
| ---------- | ------------------ | -------------------- | -------- |
| 全域       | 瀬戸市立陶原小学校 | 瀬戸市立水無瀬中学校 | 尾張学区 |

## 歴史

### 町名の由来
町名設定の際、旧瀬戸村字蔵所の西方にあることから名付けられたと推察される（蔵所の由来は蔵所町を参照）。

### 沿革
- 1942年（昭和17年）1月9日 - 瀬戸市大字瀬戸字蔵所の一部により、同市西蔵所町として成立[2]。

## 世帯数と人口
2025年（令和7年）1月1日現在の世帯数と人口は以下の通りである。
| 町丁     | 世帯数 | 人口 |
| -------- | ------ | ---- |
| 西蔵所町 | 23世帯 | 41人 |

### 人口の変遷
国勢調査による人口の推移
| 1995年（平成7年）  | 120人 | [ 11 ] |  |
| 2000年（平成12年） | 106人 | [ 12 ] |  |
| 2005年（平成17年） | 63人  | [ 13 ] |  |
| 2010年（平成22年） | 42人  | [ 14 ] |  |
| 2015年（平成27年） | 42人  | [ 15 ] |  |
| 2020年（令和2年）  | 35人  | [ 16 ] |  |

### 世帯数の変遷
国勢調査による世帯数の推移。
| 1995年（平成7年）  | 57世帯 | [ 11 ] |  |
| 2000年（平成12年） | 49世帯 | [ 12 ] |  |
| 2005年（平成17年） | 42世帯 | [ 13 ] |  |
| 2010年（平成22年） | 24世帯 | [ 14 ] |  |
| 2015年（平成27年） | 26世帯 | [ 15 ] |  |
| 2020年（令和2年）  | 17世帯 | [ 16 ] |  |

## 交通

### 鉄道
町内に鉄道は走っていない。最寄り駅は名鉄瀬戸線尾張瀬戸駅になる。

### バス
名鉄バス「しなの線（瀬戸北線）」
- 【1】【1H】【2】【2H】【3】【4】新瀬戸駅 - 瀬戸駅前 - 古瀬戸 - しなのバスセンター - 上品野 系統

名鉄バス「本地ヶ原線」
- 【10】瀬戸駅前 - 古瀬戸 - 赤津 系統
- 【36】名鉄バスセンター - 引山 - 四軒家 - 本地ヶ原 - 瀬戸駅前 系統
- 【50】【51】【52】藤が丘 - 愛知医科大学病院 - 本地ヶ原 - 瀬戸駅前 系統

名鉄バス「東山線」
- 【16】【16H】【17H】新瀬戸駅 - 瀬戸駅前 - 菱野団地（循環） - 瀬戸駅前 - 新瀬戸駅 系統
- 【18】瀬戸駅前 - 菱野団地 - 愛・地球博記念公園駅 系統
- 【43】【44】藤が丘 - 岩作 - 本地口 - 瀬戸駅前 系統

以上の3路線18系統が走っているが、町内にバス停はない。最寄りのバス停は、瀬戸駅前バス停になる。
- 【11】【12】【13】瀬戸駅前 - にじの丘学園 - 一里塚 - 赤津 系統 ： 西蔵所バス停

瀬戸市コミュニティバス「上之山線」
- 瀬戸駅前 - 山口駅 - サンヒル上之山 - 八草駅 系統 ： 西蔵所バス停

- 西蔵所バス停（名鉄バス）
- 西蔵所バス停（コミュニティバス）

### 道路
- 愛知県道207号定光寺山脇線 ： 町の北部を東西に通っており、西端の瀬戸橋交差点が終点となっている[注釈 1]。

- 案内標識内の愛知県道207号表示（西蔵所町内）

## 施設
- ホテルルートイン尾張瀬戸駅前 ： 2023年9月8日開業[17]。総客室数は245で敷地内駐車場は13台[18]。市の中心市街地へのホテル誘致事業により、2020年12月10日にルートインジャパン株式会社と協定書を締結し建設に至った[19]。
- 天狗屋 ： その日に仕入れた新鮮な魚介や野菜などを使用した和食、一品料理を提供[20]。

- ホテルルートイン尾張瀬戸駅前
- 天狗屋

## その他

### 日本郵便
- 郵便番号 : 489-0812[6]（集配局：瀬戸郵便局[21]）。